# (78118) Bharat
(78118) Bharat (2002 NT) – planetoida z grupy pasa głównego asteroid okrążająca Słońce w ciągu 4,19 lat w średniej odległości 2,6 j.a. Odkryta 4 lipca 2002 roku.